# Vitfågelskär (Jomala, Åland)
Vitfågelskär är ett skär i Åland (Finland). Det ligger i Skärgårdshavet eller Ålands hav och i kommunen Jomala i landskapet Åland, i den sydvästra delen av landet. Ön ligger nära Mariehamn och omkring 280 kilometer väster om Helsingfors.
Öns area är 2,6 hektar och dess största längd är 270 meter i sydväst-nordöstlig riktning. Närmaste större samhälle är Mariehamn, 4,5 km norr om Vitfågelskär.